# Vitkronad glansstare
Vitkronad glansstare (Lamprotornis albicapillus) är en afrikansk fågel i familjen starar inom ordningen tättingar.

## Utseende och läte
Vitkronad glansstare är en stor och distinkt tecknad stare. Den har vit hjässa och en vit fläck på vingen som syns på sittande fågel och är väl synlig i flykten. Vidare har den ljust öga och brun undersida med vita streck. Bland lätena hörs böjda skallrande ljud, visslingar och gnyn.

## Utbredning och systematik
Vitkronad glansstare delas in i två underarter med följande utbredning:
- L. a. albicapillus – förekommer från Etiopien och Somalia till Djibouti och nordöstligaste Kenya
- L. a. horrensis – förekommer i Kenya (norra kanten av Dida Galgulu Desert, i norr till etiopiska gränsen)

## Levnadssätt
Vitkronad glansstare hittas i torr törnsavann och törnbuskmarker, även kring byar och städer. Den ses vanligen i småflockar, ofta i sällskap med boskap. 

## Status
Arten har ett stort utbredningsområde och beståndet anses stabilt. Internationella naturvårdsunionen IUCN listar den därför som livskraftig (LC).